# Janusz Radziejowski
Janusz Antoni Radziejowski (ur. 17 stycznia 1949 w Częstochowie) – polski geograf, urbanista, specjalista ochrony środowiska i urzędnik państwowy, działacz opozycyjny w PRL, w latach 1997–2001 podsekretarz stanu w Ministerstwie Środowiska i Główny Konserwator Przyrody.

## Życiorys
W młodości należał kolejno do Związku Młodzieży Socjalistycznej i Zrzeszeniu Studentów Polskich. W 1972 ukończył studia etnograficzne na Uniwersytecie Warszawskim, a w 1977 obronił doktorat z geografii. Specjalizował się w zakresie obszarów przyrody chronionej, ochrony środowiska, planowania wielkoprzestrzennego oraz urbanistyki. Od 1977 do 1980 należał do Polskiego Towarzystwa Geograficznego, gdzie kierował komisją geografii stosowanej w oddziale warszawskim. Autor publikacji naukowych i projektów w zakresie gospodarki przestrzennej i ochrony środowiska.
W latach 1977–1986 pracował w Instytucie Kształtowania Środowiska w Warszawie, następnie do 1997 zatrudniony w Instytucie Ochrony Środowiska, gdzie kierował Zakładem Ochrony Przyrody i Krajobrazu. Od 1980 zaangażowany w działania NSZZ „Solidarność”, został m.in. szefem komisji zakładowej w IKŚ. W jej ramach był przedstawicielem w Tajnej Komisji Koordynacyjnej Jednostek Badawczo-Rozwojowych, należał też do siatki konspiracyjnej, kierując grupą koordynującą produkcję nadajników dla podziemnego radia.
Po 1989 zaangażował się w działalność polityczną. Od 1989 do 1990 był członkiem Komitetu Obywatelskiego w dzielnicy Wola, następnie od 1990 do 1996 należał do Porozumienia Centrum (w latach 1994–1996 kierując jego warszawskim oddziałem). Zasiadł w radzie nadzorczej Narodowego Funduszu Ochrony Środowiska i Gospodarki Wodnej i został wiceprezesem Komisji Ochrony Przyrody.
Od 25 listopada 1997 do 22 października 2001 pełnił funkcję podsekretarza stanu w Ministerstwie Środowiska, Zasobów Naturalnych i Leśnictwa (od 18 listopada 1999 pod nazwą Ministerstwo Środowiska) oraz jednocześnie Głównego Konserwatora Przyrody. Należał do zespołu negocjującego akcesję Polski do Unii Europejskiej, odpowiadając za kwestie środowiska, a także był wiceszefem ministerialnego komitetu zarządzającego Programem Środowiskowym ONZ. Zajmował też stanowiska przewodniczącego rady Ekofunduszu i dyrektora Instytutu Gospodarki Przestrzennej i Mieszkalnictwa (2003–2005). Został ekspertem projektu Phare i wykładowcą Wszechnicy Polskiej – Szkole Wyższej Towarzystwa Wiedzy Powszechnej w Warszawie (jako profesor uczelni). Działał też jako wiceszef warszawskiego oddziału Towarzystwa Urbanistów Polskich i członek rady programowej czasopisma „Urbanista”. W kadencji 2006–2010 zasiadał w radzie miejskiej Podkowy Leśnej, pełnił funkcję jej przewodniczącego.
Odznaczony Krzyżem Kawalerskim Orderu Odrodzenia Polski (2007). W 2019 otrzymał Krzyż Wolności i Solidarności.